# Цуми
Цуми (罪) — японское слово, обозначающее нарушение правовых, социальных или религиозных правил. Чаще всего оно используется в религиозном и моральном смысле. Первоначально это слово обозначало божественное наказание за нарушение божественного табу в результате злых дел, осквернения (кэгарэ) или бедствий. Когда этот термин переводится на английский как «грех», он охватывает, таким образом, только одно из трех значений японского слова.

## История
Термин развился до своей нынешней формы как сокращение цуцуму (障む・恙む, препятствовать, быть помехой, иметь несчастье, иметь какую-то неприятность), глагола, который очень часто обозначал наступление негативного события. В древней Японии слово обозначало не только преступления и другие запрещенные действия человека, но и болезни, катастрофы, загрязнение, уродство и любой другой неприятный предмет или факт.
В «Энгисики», японском своде законов и правил 927 г. н. э., например, различаются две категории цуми: куни-цу-цуми (国津罪, «земные» цуми) и ама-цу-цуми (天津罪, «небесные» цуми): последние больше похожи на грехи в нашем понимании этого слова. Некоторые из цуми связаны с болезнями и стихийными бедствиями и поэтому не являются грехами в современном понимании, а представляют собой нарушения порядка (кэгэрэ), с которыми человек или люди должны были справиться и решить их определёнными способами, например, с помощью очистительных обрядов, называемых хараэ.